# Рогозянський Гнат
Рогозянський Гнат (20-і роки XVIII — початок XIX ст.)  — козак, кобзар і діяч історії кобзарства.
Народився у 20-х роках XVIII ст. у селі Рогозянка на Харківщині. У юнацькому віці опинився на Запоріжжі. Був учасником багатьох козацьких походів. Після тяжкого поранення втратив зір і невдовзі став січовим кобзарем. Напередодні знищення Запорізької Січі обирається цехмайстром «усієї співоцької нищої братії». Ініціатор скликання у серпні 1775 року Спасівської наради кобзарів, що накреслила орієнтири українського співоцтва на «час темних віків». Гнату Рогозянському приписують визначальну роль у систематизації і переукладанні «незрячих» Вустинських книг. На початку XX ст. з уст кобзарів записано кілька «пам'ятниць» цехмайстра, частина з яких має сакральне значення. Помер Гнат Рогозянський на початку XIX ст. Похований у рідному селі.